# Shaunda Ikegwuonu
Shaunda Ikegwuonu (27 november 1997) is een Belgisch hockeyspeelster met Nigeriaanse roots.

## Levensloop
Ikegwuonu sloot als 9-jarige aan bij Braxgata. Met deze club werd ze in 2016 en 2017 landskampioen.
Daarnaast was ze actief bij het Belgisch hockeyteam. In deze hoedanigheid nam ze onder meer deel aan de Hockey Pro League van seizoen 2020-'21.